# Ахмет Бюлент Мерич
Ахмет Бюлент Мерич (тур. Ahmet Bülent Meriç, * 22 лютого 1957, Анкара, Туреччина) — турецький дипломат. Надзвичайний і Повноважний Посол Туреччини в Україні у 2009—2011.

## Біографія
Народився 22 лютого 1957 в Анкарі. 
Навчався в університетах Анкари та Великої Британії, спеціальність міжнародні відносини. 
У 1980–1981 — помічник експерта Генерального департаменту казначейства Міністерства фінансів Туреччини.
У 1981–1982 — аташе, третій секретар Генерального департаменту багатосторонніх політичних організацій Міністерства закордонних справ Туреччини.
У 1982–1983 — третій секретар Департаменту Ради Європи Міністерства закордонних справ Туреччини.
У 1983–1986 — третій, другий секретар Посольства Республіки Туреччина в Ізраїлі.
У 1986–1988 — другий, перший секретар Посольства Республіки Туреччина в Японії.
У 1988–1990 — перший секретар Департаменту Ради Європи Міністерства закордонних справ Туреччини.
У 1990–1992 — перший секретар Посольства Республіки Туреччина у Фінляндії.
У 1992–1994 — перший секретар Постійного представництва Республіки Туреччина у Раді Європи.
У 1994–1996 — перший секретар, керівник відділу Департаменту прав людини Міністерства закордонних справ Туреччини.
У 1996–2000 — радник, перший радник Постійного представництва Республіки Туреччина в Офісі ООН в Женеві.
У 2000–2002 — перший радник Посольства Республіки Туреччина в Ірані.
У 2002–2003 — керівник управління Департаменту політичних питань НАТО і євроатлантичної безпеки.
У 2003–2004 — керівник управління Департаменту глобального контролю над озброєнням та роззброєнням.
У 2004–2004 — в. о. заступника генерального директора Департаменту глобального контролю над озброєнням та роззброєнням.
У 2004–2007 — радник-посланник, заступник генерального директора Департаменту глобального контролю над озброєнням та роззброєнням.
З 2007 по 2009 — Надзвичайний і Повноважний Посол Туреччини в Сингапурі.
З грудня 2009 по 2011 — Надзвичайний і Повноважний Посол Туреччини в Києві.
З 2011 по 2014 — генеральний менеджер з питань міжнародної безпеки МЗС Туреччини.
З 16 квітня 2014 по 15 листопада 2017 — Надзвичайний і Повноважний Посол Туреччини в Японії.

## Знання мов
Володіє англійською та французькою мовами.